# Basler Wunschbuch
Das Basler Wunschbuch ist ein öffentlicher Wunschzettel und gleichzeitig ein Gästebuch, das 1994 erstmals von einer Privatperson ausgelegt wurde und seither jedes Jahr in der Weihnachtszeit fortgeführt wird. Im Jahre 2009 wurde diese Tradition vom Basler Rathaus übernommen.
Das Wunschbuch wird im Innenhof des Basler Rathauses für die Öffentlichkeit bereitgelegt für Wünsche aus Basel und der übrigen Schweiz, aber auch aus dem Ausland.
Das Wunschbuch umfasst 800 Seiten; dafür wurde ein Holztisch angefertigt. Andere Städte in der Schweiz wie Zürich oder Interlaken haben diese Einrichtung aufgrund der grossen Beliebtheit übernommen. Die ausgefüllten Wunschbücher werden im Staatsarchiv Basel-Stadt für die Zukunft gelagert.
Etwa 20.000 Menschen tragen sich jedes Jahr in das Wunschbuch ein.